# Гнєдашев Віктор Миколайович
Гнєдашев Віктор Миколайович (нар. 8 квітня 1960, с. Радивонівка Якимівського району Запорізької області) — директор Якимівського районного історико-краєзнавчого музею, краєзнавець.

## Біографія
Після закінчення середньої школи (1977) Віктор Миколайович навчався у Мелітопольському державному педагогічному інституті (природничо-географічний факультет). З 1982 року працював вчителем географії Переможненської середньої школи Якимівського району. 1988—1990 рр. — робота на посадах спочатку старшого лаборанта, а згодом асистента кафедри фізичної географії Мелітопольського державного педінституту. В 1990 році повертається до вчителювання в Переможненській середній школі (географія та історія). 1992—2003 рр. — директор Горьківської школи. За ці роки керівництва ініціював реорганізацію школи з початкової (до 1994 р.) у неповну середню (з 1994 р.), а через рік у загальноосвітню середню, яка з 2001 р. займає призові місця в конкурсах учнівських науково-дослідницьких робіт Малої академії наук.
Віктор Миколайович певний час (2003 р.) працював методистом районного методичного кабінету відділу освіти Якимівської районної державної адміністрації. Згодом повертається до своєї вчительської професії і у 2003—2007 рр. викладає географію та фізику в Радивонівській загальноосвітньої школи. Весь час керує Малою академією наук Радивонівської ЗОШ. Учні проводили різнопланові науково-дослідницькі роботи й весь час виборювали призові місця у різноманітних конкурсах. З 2004 року вихованці В. М. Гнєдашева — учасники відкритих обласних конференцій при Запорізькому обласному центрі туризму і краєзнавства учнівської молоді, де отримують почесні призові місця. Вони мають власні друковані роботи у збірниках матеріалів конференцій. Науково-дослідницька робота з питань етнографії Якимівського району гідно представляла Запорізьку область на Всеукраїнській конференції юних науковців у Донецьку.
У 2005 р. В. М. Гнєдашев створює шкільний мінералогічний музей. Матеріали з питань організації його роботи успішно були представлені на Всеукраїнській науково-краєзнавчій конференції «Музейна справа на Житомирщині: історія, досвід, проблеми», яка проходила в м. Житомир (2005 р.) і включені до Наукового збірника «Велика Волинь» (т. 33).
У 2007 році Віктор Миколайович очолив новостворений комунальний заклад «Якимівський районний історико-краєзнавчий музей» Якимівської районної ради. Серед його особистих опрацювань — участь у трьох міжнародних науково — краєзнавчих конференціях (Житомир, Новоград — Волинський, Бердичів), щотижневі публікації щодо результатів науково — пошукових розвідок у районних газетах.
З 1 вересня 2007 року перейшов повністю на посаду директора даного комунального закладу. Протягом року проводиться активна краєзнавча науково-дослідницька робота, результати якої знаходять відображення щотижнево в районних газетах, 29 друкованих статей у наукових збірниках та журналах, 2 книги з історії та географії Якимівського краю. Ініціював на 2007—2008 навчальний рік районну експедицію учнівської молоді «Мій край Якимівщина», яка цього року вже стала щорічною завдяки цікавим краєзнавчим знахідкам учнів. За результатами експедиції з вересня 2008 року в «Акимовском вестнике» відкрив спільно з відділом освіти Якимівської райдержадміністрації рубрику «Якимівщина очима школярів». З 1980 року він член Географічної Спілки СРСР, а нині — Мелітопольського відділення Географічної Спілки України.
Керівник районної робочої групи з питань вивчення Голодомору 1932—1933 років на Якимівщині. Член редакційної колегії першої книги «Голодомор на Якимівщині 1932—1933 років» (Якимівка: Поліград, 2008).

## Творчий доробок
- Жив талант, бессмертен гений: 50 лет Акимовской детской музыкальной школе / В. Н. Гнедашев. — [Мелитополь : Изд. дом МГТ, 2019. — 168 с.
- Захар Соломонович Лахманлос: учитель, ученый человек : 100-летию со дня рождения / В. Н. Гнедашев. — Мелитополь : Изд. дом МГТ, 2018. — 136 с.
- Болгарские переселенцы в Акимовском районе: история сел, ими основанных, а также судьбы людей, в этих селах родившихся и проживающих / В. Н. Гнедашев. — Мелитополь : Изд. дом МГТ, 2017. — 90 с.
- Журавлі летять у вирій / В. М. Гнєдашев. – Мелітополь : Вид. будинок МГТ, 2017. – 90 с.
- И памятью сердце живет: книга воинской доблести: воины-интернационалисты Акимовского района / В. Н. Гнедашев. — Мелитополь : Издат. дом МГТ, 2016. — 200 с.
- Акимовка. История. Люди. Судьбы / В. Н. Гнедашев. — Мелитополь : Изд. дом МГТ, 2013. — 316 с.
- Акимовский район в Великой Отечественной войне / В. Н. Гнедашев. — Акимовка : Акимов. типография, 2005. — 103 с.
- Якимівський район на тлі Запорізької області: іст.-географ. огляд з метод. порадами / В. Н. Гнедашев. — Мелітополь : Міська друкарня, 1998. — 53 с.
- Голодомор 1932—1933 років на Якимівщині крізь призму документів, фактів, спогадів / [редкол.: В. Г. Уманський, О. О. Маругін, В. М. Гнєдашев та ін.]. — Якимівка : [Поліград], 2008. — 167 с.
- Туркменський вопрос в Акимовщине / В. Н. Гнедашев // Акимов. вестн. — 2008. — 31 июля, 7 авг. — С. 5.
- «Стандарт»: [история завода: пгт. Акимовка] / В. Н. Гнедашев // Акимов. вестн. — 2007. — 26 июля. — С. 5.
- Акимовское подполье / В. Н. Гнедашев // Акимов. вестн. — 2007. — 20 дек. — С. 5.
- Акимовское подполье: языком документов/ В. Н. Гнедашев // Акимов. вестн. — 2006. — 26 окт. — С. 5.
- Перлина Північно-Західного Приазов'я: Кирилівці — 200 років / В. Н. Гнедашев // Географія. — 2005. — № 8. — С. 6.
- А на початку було… : [до 100-річчя Якимів. ЗОШ № 1] / В. Н. Гнедашев // Слово трудівника. — 2004. — 15 трав. ; 14, 28 серп. ; 15, 22 верес. — С. 6.
- Южная духобория: [о поселениях духоборцев в Акимов. р-не] / В. Н. Гнедашев // Мелитоп. ведомости. — 1998. — 30 мая. — С. 6.

## Нагороди
- Лауреат обласної премії за досягнення в краєзнавчій роботі імені Якова Новицького (2018) [2]
- Лауреат обласної премії за досягнення у розвитку культури Запорізького краю у номінації «За досягнення в розвитку музейної справи» (2015).
- Подяка Національної спілки краєзнавців України за науково-просвітницьку діяльність у популяризації історії рідного краю (2016) [3].
- Почесний громадянин смт Якимівка (2008).